# Culex metempsytus
Culex metempsytus är en tvåvingeart som beskrevs av Dyar 1921. Culex metempsytus ingår i släktet Culex och familjen stickmyggor. Inga underarter finns listade i Catalogue of Life.